# Pietravairano
Pietravairano ist eine italienische Gemeinde (comune) mit 2801 Einwohnern (Stand 31. Dezember 2023) in der Provinz Caserta in Kampanien. Die Gemeinde liegt etwa 33 Kilometer nördlich von Caserta an den Monti Trebulani. Der Volturno bildet die nördliche Gemeindegrenze.

## Geschichte
1070 wird der Ort erstmals urkundlich als castrum Petrae erwähnt. 

## Verkehr
Durch die Gemeinde führt die Strada Statale 372 Telesina von Caianello nach Benevento. 